# Comuna Maidla
Maidla este o comună (vald) din Comitatul Ida-Viru, Estonia.
Comuna cuprinde 27 de sate. Reședința comunei este satul Savala.

## Localități componente

### Sate
- Aidu
- Aidu-Liiva
- Aidu-Nõmme
- Aidu-Sooküla
- Aruküla
- Arupäälse
- Aruvälja
- Hirmuse
- Koolma
- Kulja
- Lipu
- Lümatu
- Maidla
- Mehide
- Oandu
- Ojamaa
- Piilse
- Rebu
- Rääsa
- Salaküla
- Maidla
- Sirtsi
- Soonurme
- Tarumaa
- Uniküla
- Veneoja
- Virunurme